# Heumen (plaats)

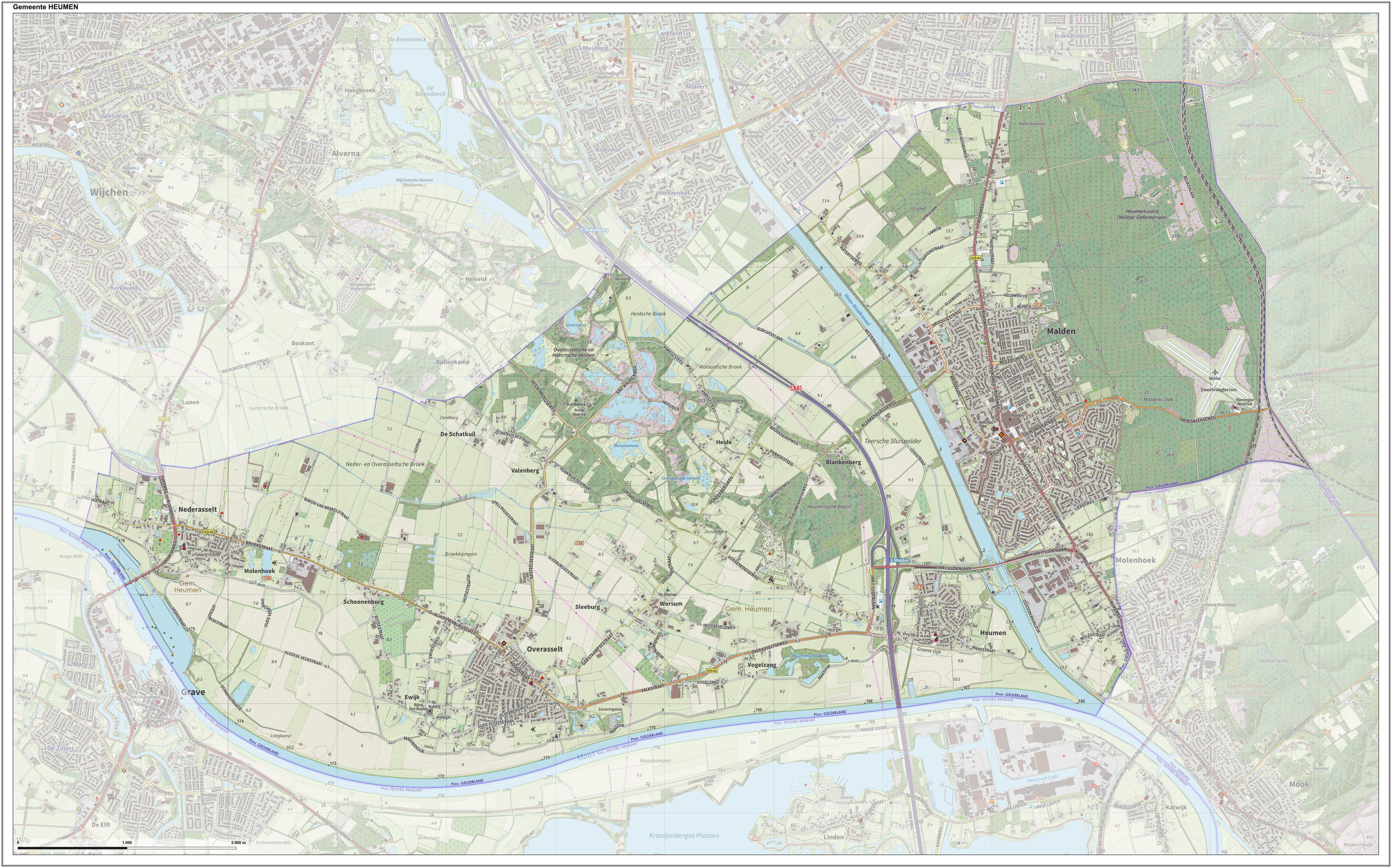
Topografische gemeentekaart van Heumen, september 2014

Heumen (uitspraakⓘ) is een plaats in de gemeente Heumen in de stadsregio-subregio Nijmegen, in de Nederlandse provincie Gelderland. Het dorp ligt tussen Malden en Overasselt en telt 1.935 inwoners.
De gemeente draagt de naam van het dorp Heumen. Het gemeentehuis staat echter niet in het dorp zelf maar in Malden, de hoofdplaats van de gemeente. De plaatsen Heumen en Malden worden binnen de gemeente Heumen van elkaar gescheiden door het Maas-Waalkanaal.
De hervormde dorpskerk, de Sint-Joriskerk, dateert uit de 14e eeuw en de Katholieke Gregoriuskerk is in 1952 gebouwd naar een ontwerp van architect E. Nijsten. In de hervormde kerk bevindt zich de cenotaaf van de in de slag op de Mookerheide omgekomen Lodewijk en Hendrik van Nassau. Aan de Maas bevindt zich het terrein van het vroegere Kasteel Heumen. Ook staat even buiten het dorp de Joannusmolen, een maalvaardige korenmolen. De Gregoriuskerk is in 2022-2023 met volledig behoud van het exterieur omgebouwd tot appartementencomplex.

## Geboren
- Gerardus Cornelis Weeren (1859-1915), onderwijzer en componist
- W.A.P. Smit (1903-1986), neerlandicus en dichter
- Nicky van de Groes (1985), voetballer

## Galerij

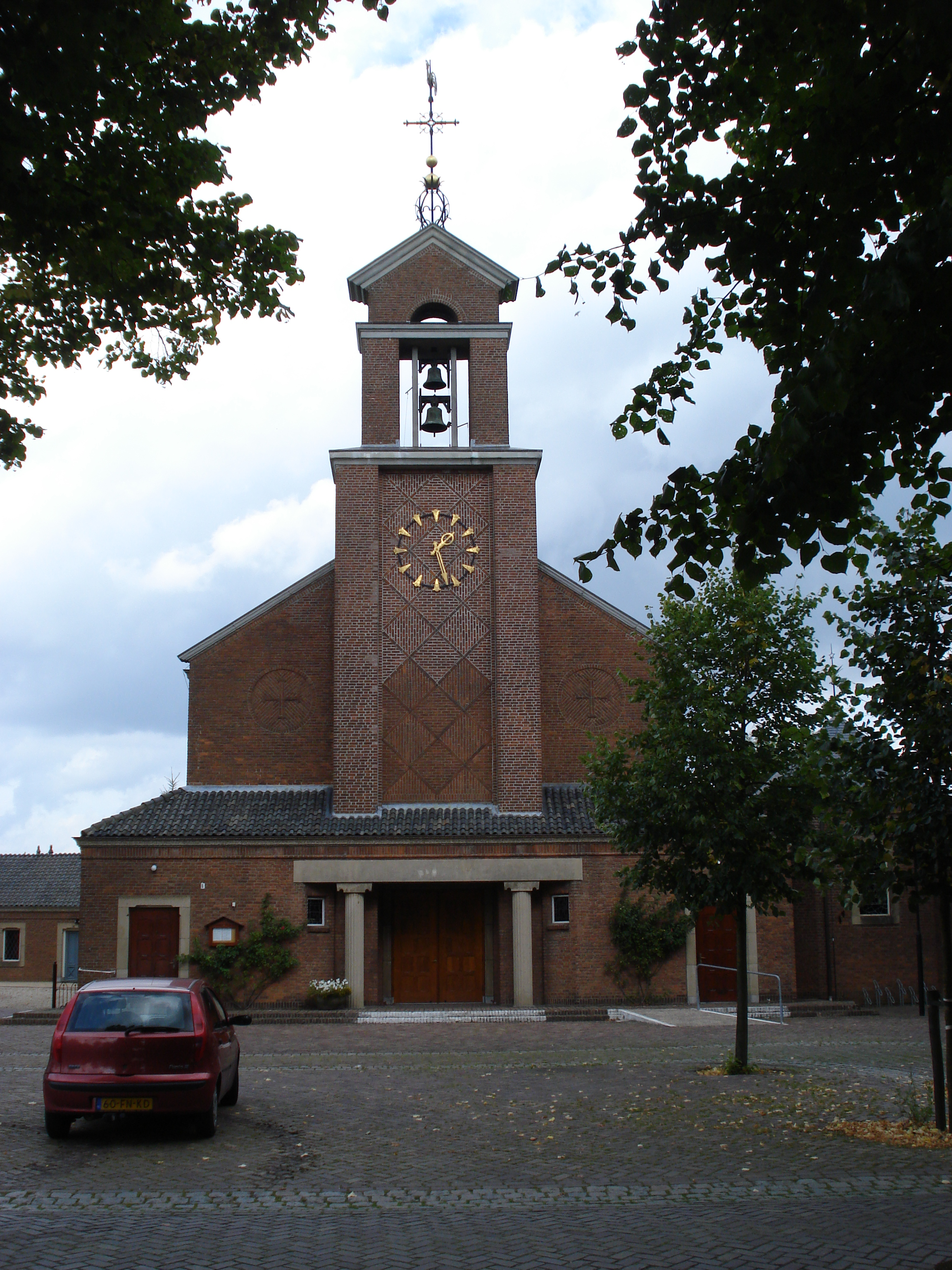
voormalige Katholieke kerk, vooraanzicht
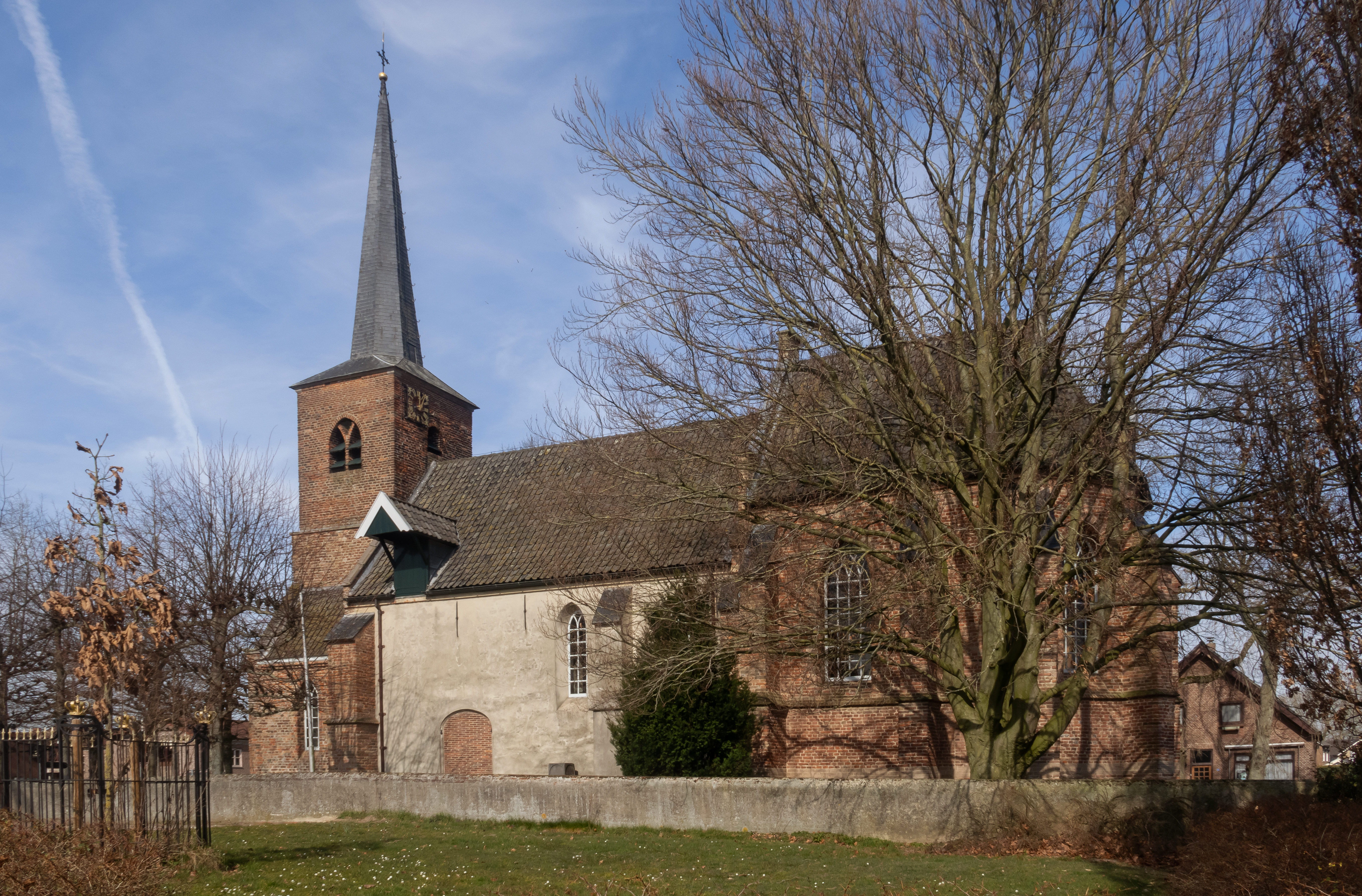
Nederlands Hervormde kerk
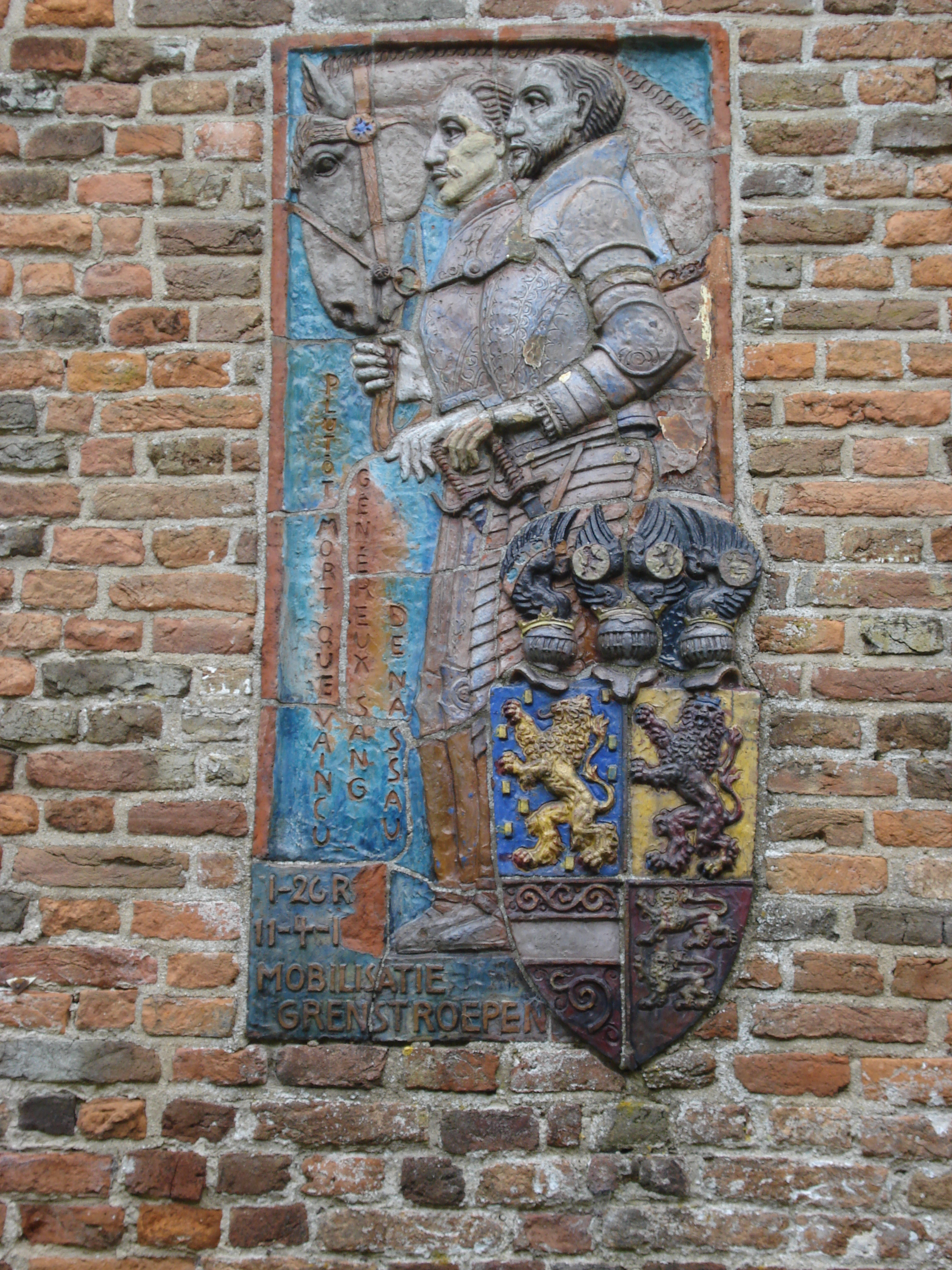
Herdenkingsreliëf op de protestantse kerk
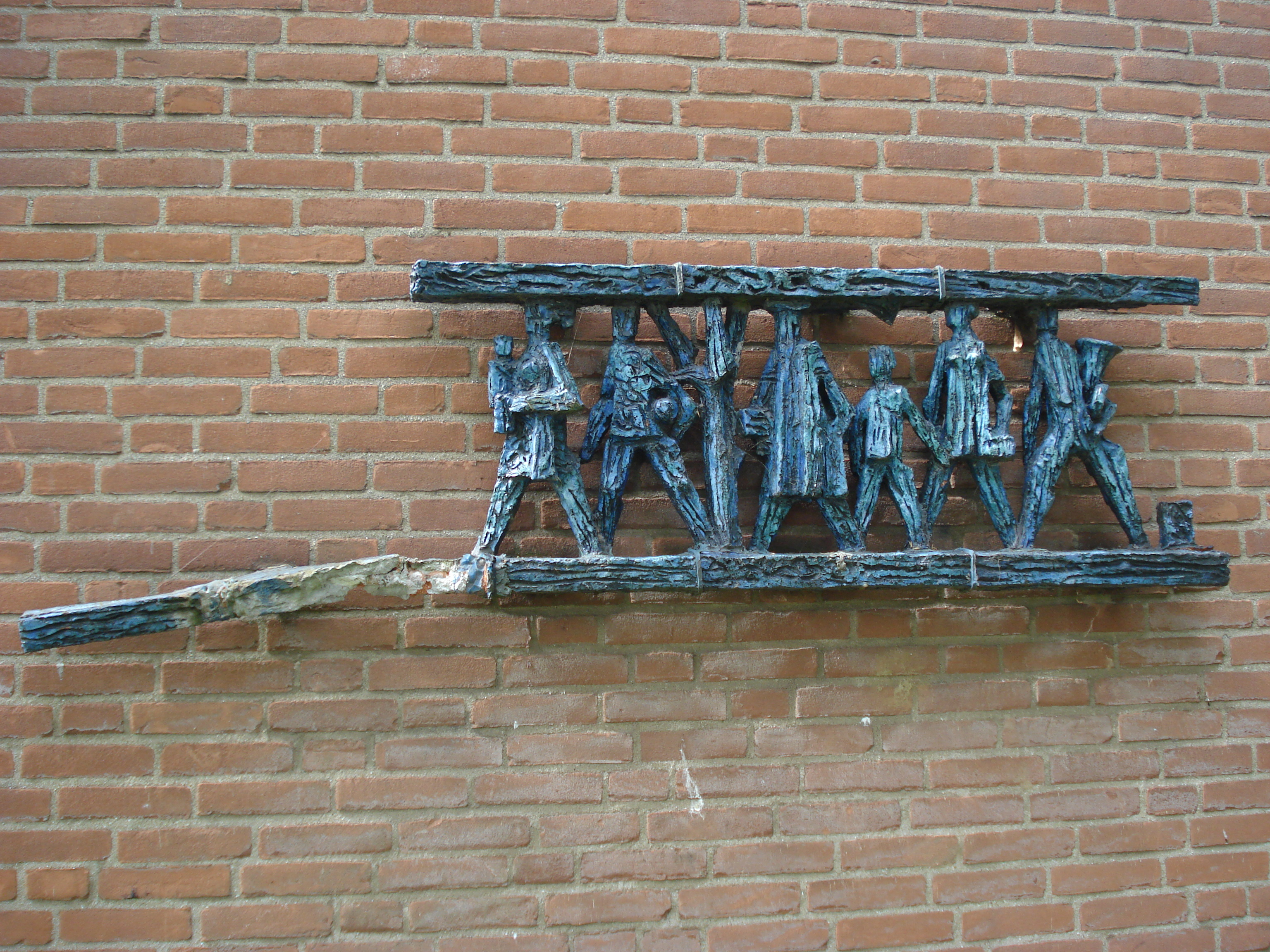
Beeldengroep op de muur van het gemeenschapshuis de Terp.
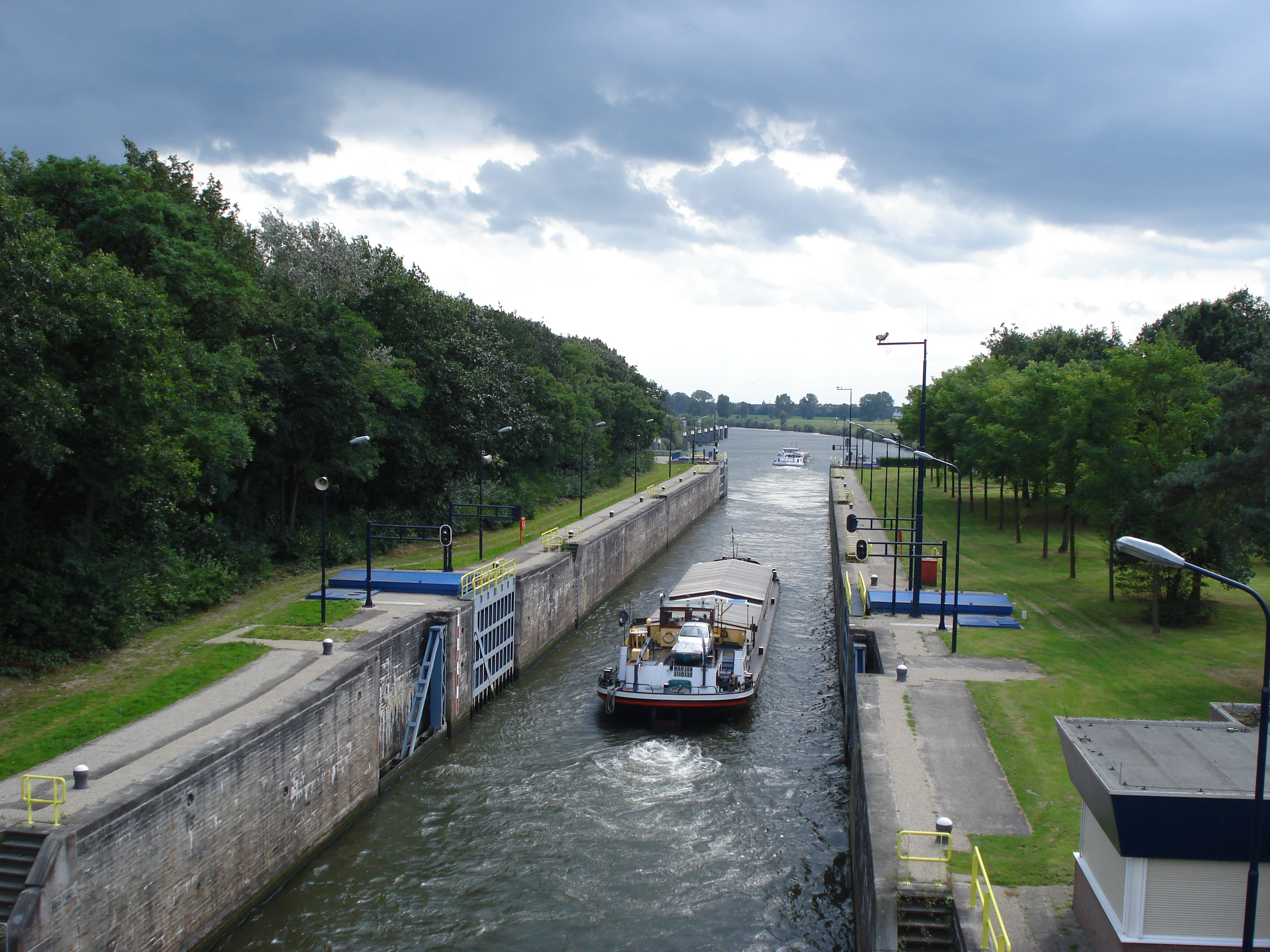
Heumense sluis Maaswaalkanaal
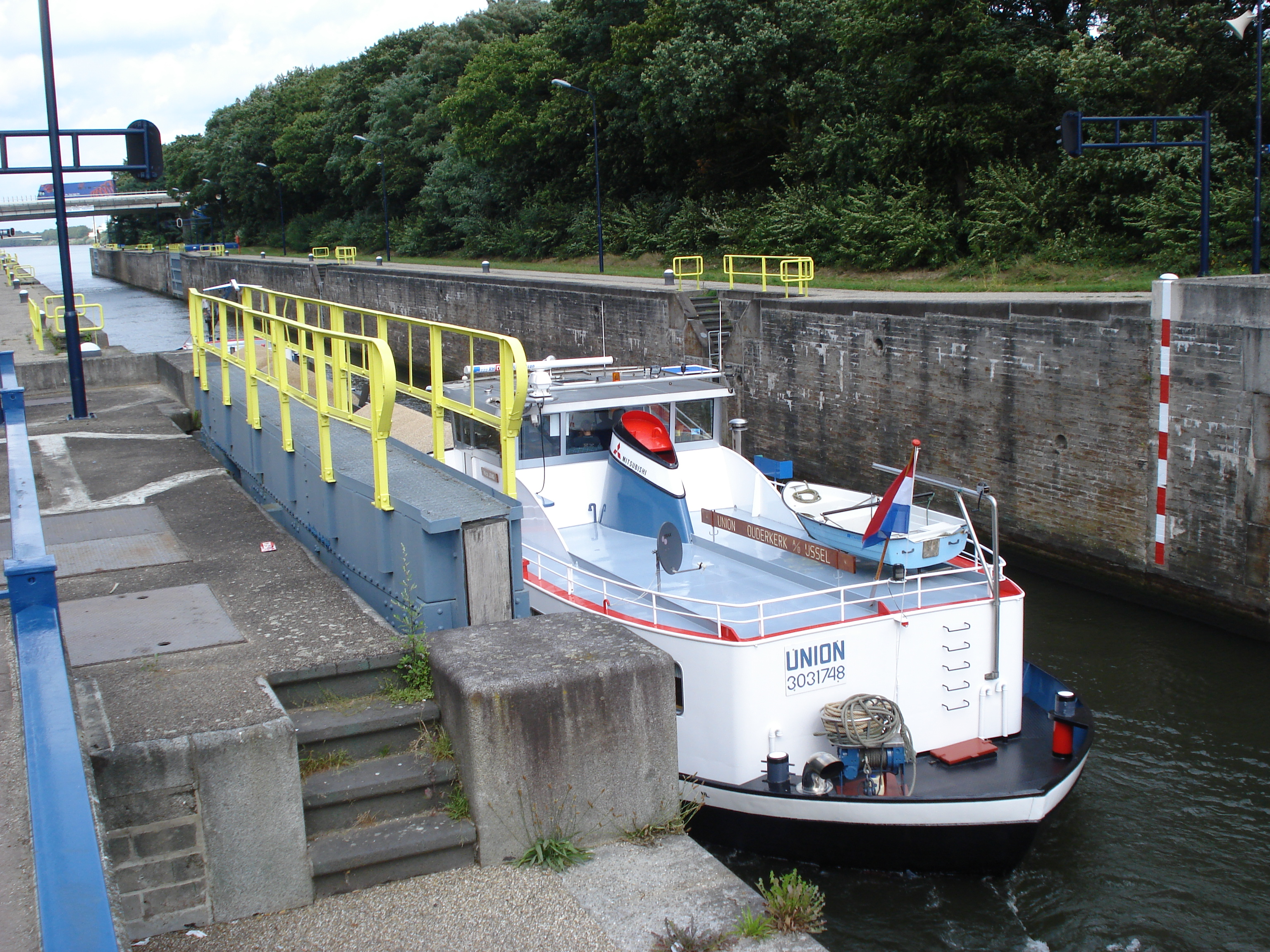
Beunschip in schutsluis Maaswaalkanaal
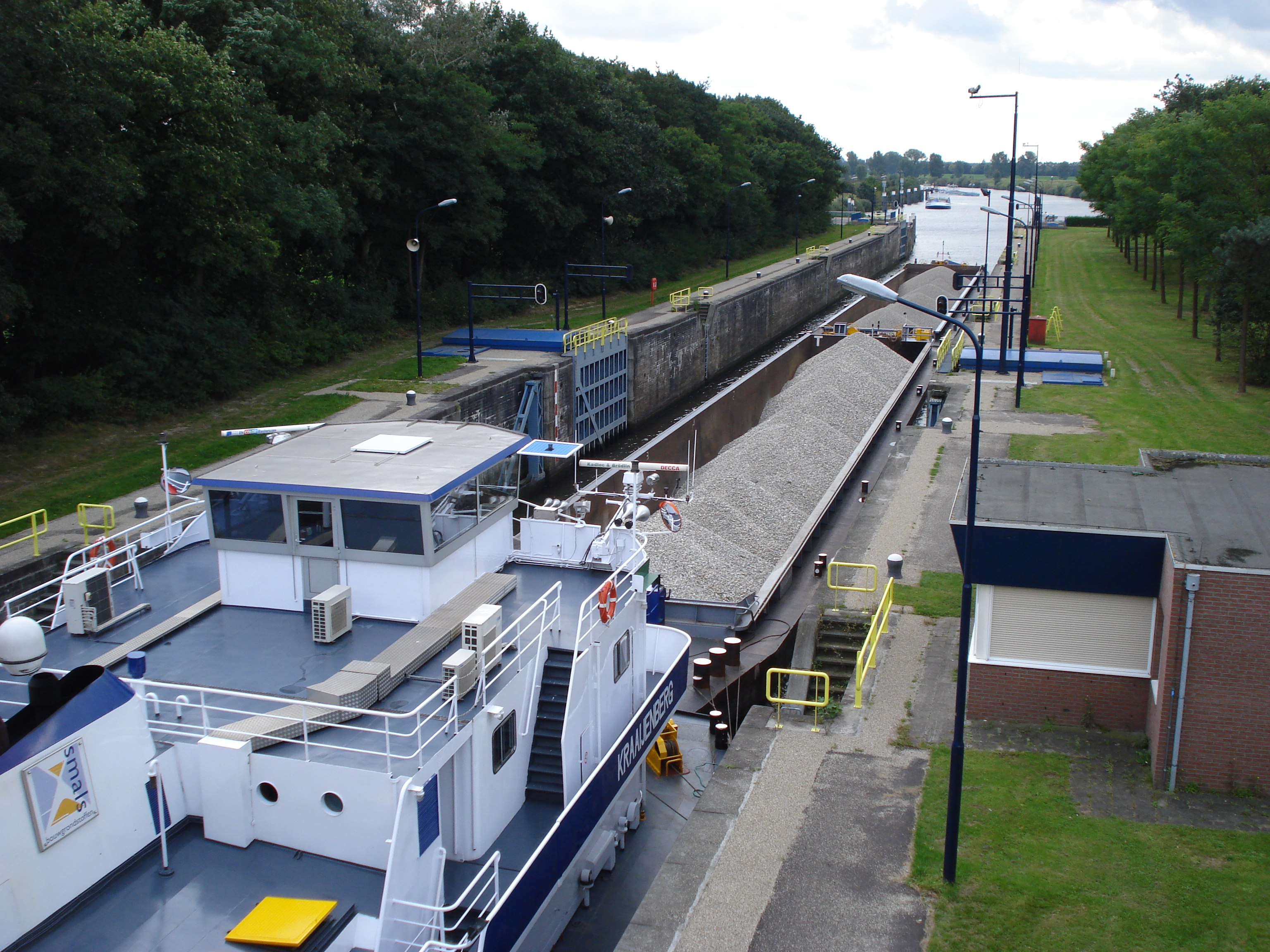
Duwboot in sluis Maaswaalkanaal
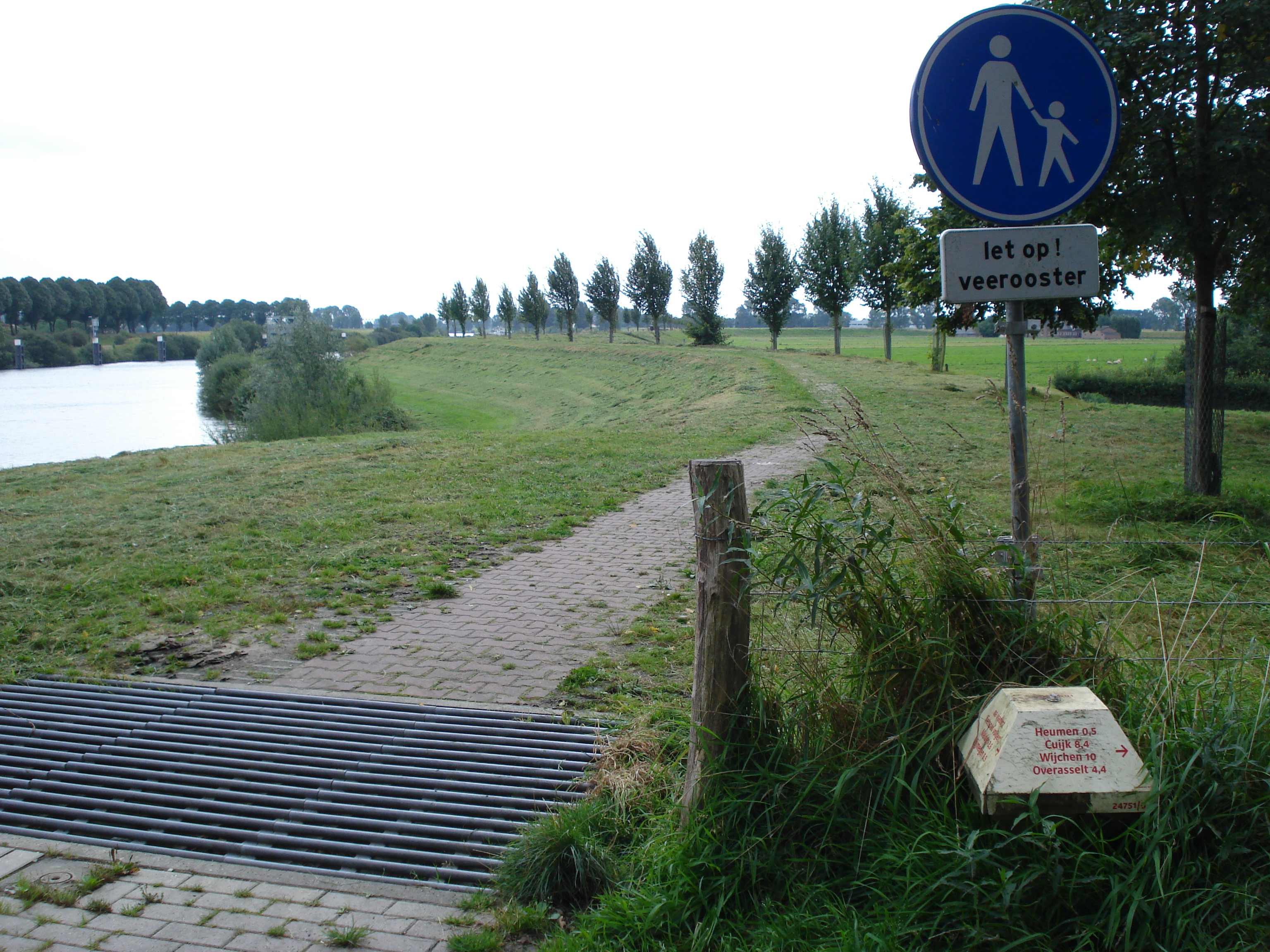
Voetpad op de dijk van het Maaswaalkanaal
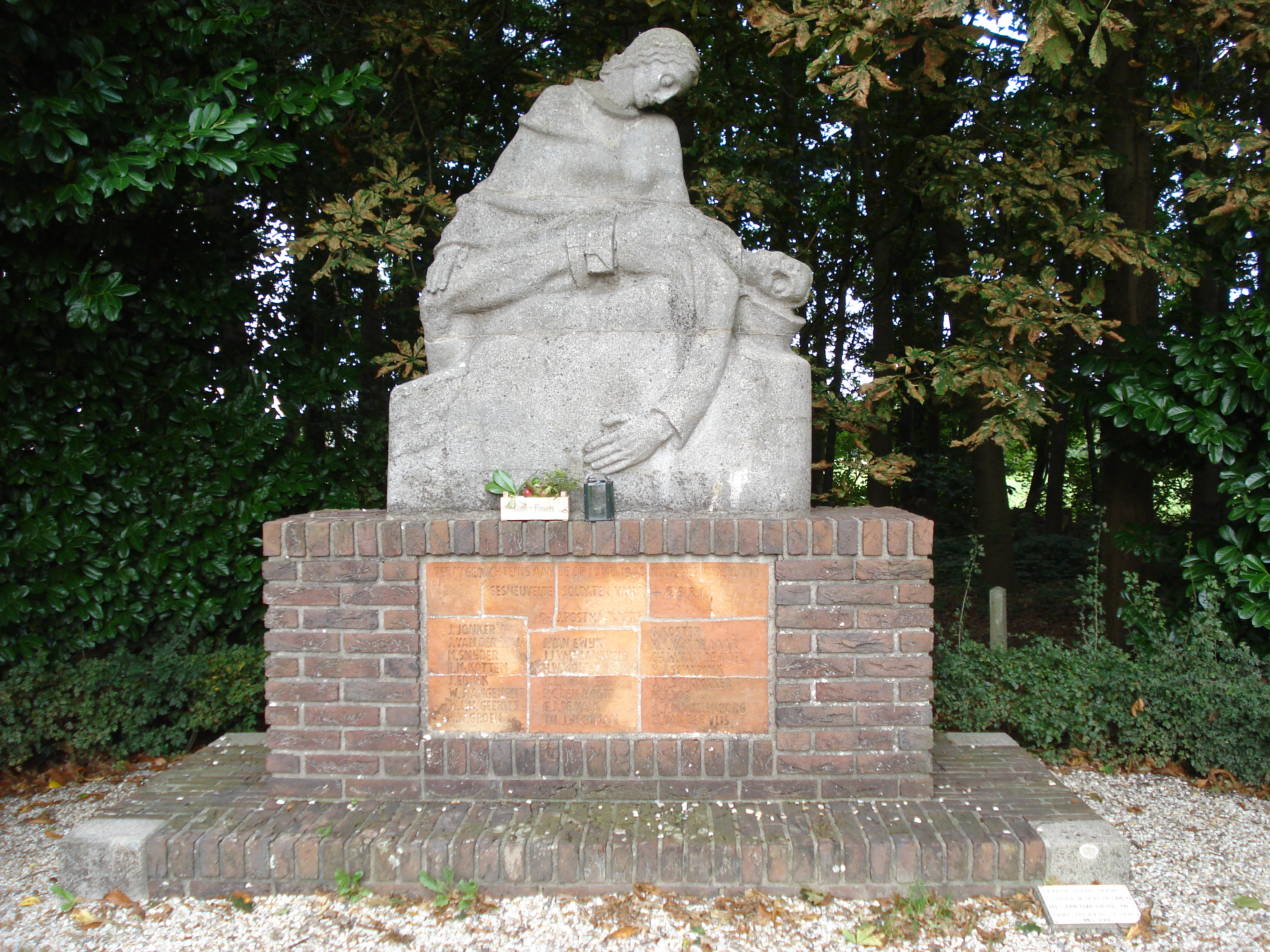
Oorlogsmonument Heumen
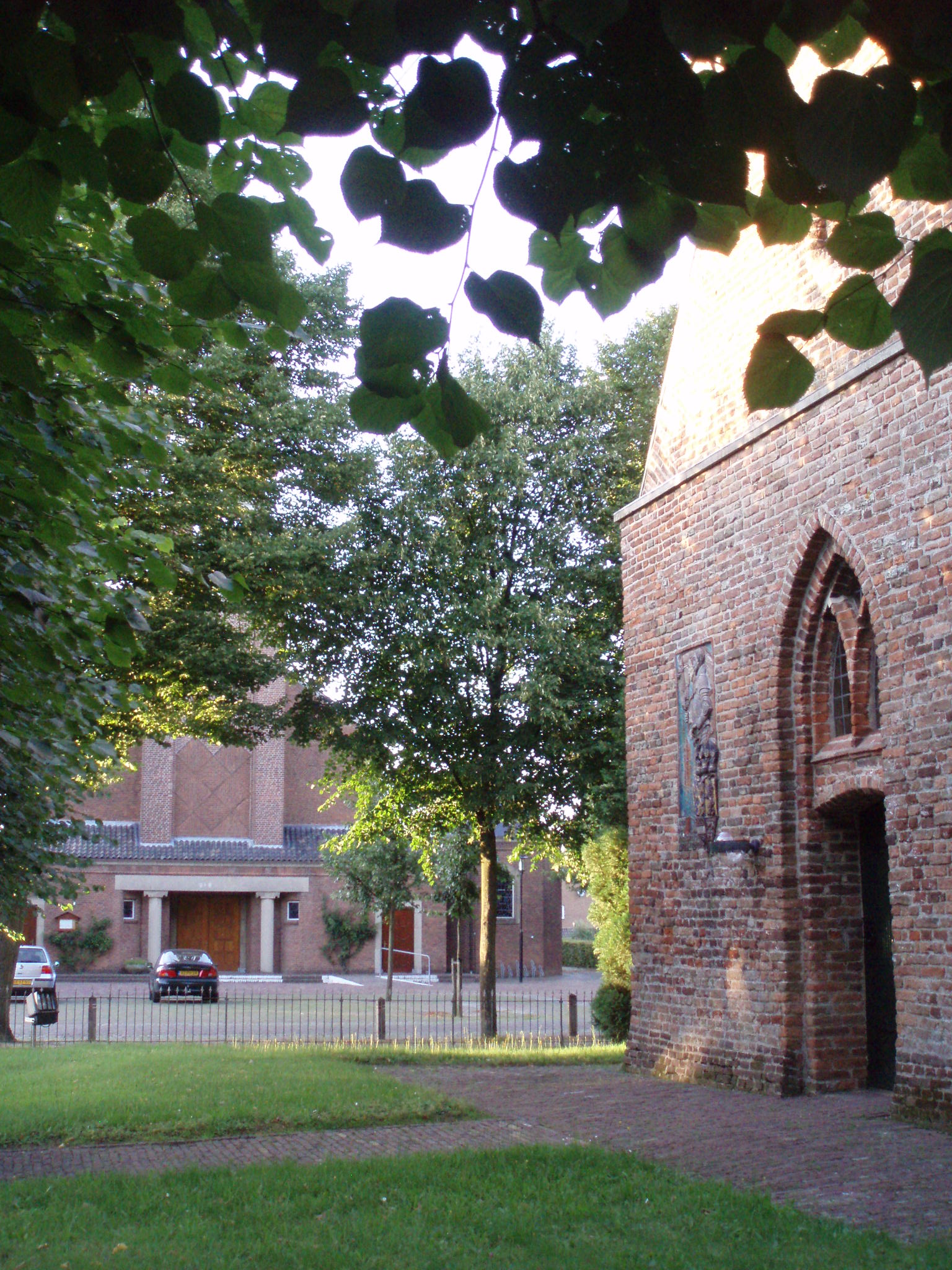
De twee Heumense kerken aan het dorpsplein